# Canal dels Carboners
La Canal dels Carboners és un torrent afluent per la dreta del Torrent de Junts, a la Vall de Lord, que fa tot el seu curs per l'interior del Clot de Vilamala.

## Descripció
Neix a 1.360 msnm, a sota mateix del revolt de Fenarals, al terme municipal de Guixers. De direcció predominant N-S, s'endinsa cap al Clot de Vilamala avançant a ponent del Torrent de Junts en el qual desguassa a 988 msnm.
Tota la seva conca està integrada en el Pla d'Espais d'Interès Natural (PEIN) de la Generalitat de Catalunya i més concretament en l'espai Serres de Busa-Els Bastets-Lord.

## Afluents
Cap digne de ser pres en consideració

## Termes municipals per on transcorre
Fa tot el seu curs pel terme municipal de Guixers.

## Xarxa hidrogràfica
La xarxa hidrogràfica de la Canal dels Carboners està integrada per un total de 4 cursos fluvials dels quals 3 són afluents de primer nivell de subsidiarietat. La totalitat de la xarxa suma una longitud de 2.215 m.
| Codi del corrent fluvial | Coordenades del seu origen                                   | longitud (en metres) |
| ------------------------ | ------------------------------------------------------------ | -------------------- |
| Canal dels Carboners     | 42° 7′ 50.59″ N, 1° 33′ 3.318″ E / 42.1307194°N,1.55092167°E | 1.064                |
| D1                       | 42° 7′ 49.32″ N, 1° 32′ 48.67″ E / 42.1303667°N,1.5468528°E  | 462                  |
| D2                       | 42° 7′ 43.88″ N, 1° 32′ 45.38″ E / 42.1288556°N,1.5459389°E  | 438                  |
| D3                       | 42° 7′ 33.10″ N, 1° 32′ 46.47″ E / 42.1258611°N,1.5462417°E  | 251                  |

## Perfil del seu curs
| Recorregut (en m.) | Altitud (en m.) | Pendent |
| ------------------ | --------------- | ------- |
| 0                  | 1.360           | -       |
| 250                | 1.231           | 51,6%   |
| 500                | 1.158           | 29,2%   |
| 750                | 1.060           | 39,2%   |
| 1.064              | 1.060           | 27,3%   |